# امری (آریزونا)
امری (به انگلیسی: Emery) یک منطقهٔ مسکونی در ایالات متحده آمریکا است که در آریزونا واقع شده‌است. امری ۸۲۰ متر بالاتر از سطح دریا واقع شده‌است.